# Guvernementet Tjernigov
Guvernementet Tjernigov var ett guvernement i Kejsardömet Ryssland 1802–1917, vars territorium till större delen ingår i dagens Ukraina.
Det var beläget på vänstra stranden av Dnepr, omgivet av guvernementen Mogilev och Smolensk i norr, Orel och Kursk i öster, Poltava i söder, Kiev och Minsk i väster.
Guvernementet var en vågig slätt av 200-220 meter höjd i norr och 100-180 meter höjd i söder, djupt fårad av raviner och floddalar. Norra delen har stora skogar (på sand barrskog, annars lövskog), och kärrtrakter förekom längs vattendragen. I söder var landet torrt, stundom sandigt och antog alltmer stäppnatur, ju längre man kom söderut. Området vattnades av Dnepr, som bildade gräns i väster, och dess bifloder Soj och Desna.
Folkmängden, som tillväxte hastigt före första världskriget, uppgick vid folkräkningen 1897 till 2 322 000, mest ukrainare 94,6 procent (inklusive ryssar och belarusier) , judar 5,0 procent, tyskar 0,2 procent, polacker och övriga folk 0,1 procent vartdera. Guvernementet var beläget inom det judiska bosättningsområdet i Ryska imperiet.
Av befolkningen levde 78,7 procent av lantbruk med binäringar. Jordbruk jämte boskapsskötsel var huvudnäring. I norr var en jämförelsevis stor del av befolkningen sysselsatt med skogsavverkning och trävaruhantering samt hemslöjd. Av guvernementets areal upptogs 20 procent av skogsmark, 53 procent av åker. Den viktigaste odlingsväxten var höstvete, därnäst kom havre, korn och sockerbetor. 
- Wikimedia Commons har media som rör Guvernementet Tjernigov.

## Källa
Den här artikeln är helt eller delvis baserad på material från Nordisk familjebok, Tjernigov, 1904–1926.